# Metallosticha
Metallosticha is een geslacht van vlinders van de familie snuitmotten (Pyralidae), uit de onderfamilie Phycitinae.

## Soorten
- M. aigneri Amsel, 1935
- M. argyrogrammos (Zeller, 1847)
- M. bicolorella Heinemann, 1864
- M. callilampetes Turner, 1946
- M. metallica Lower, 1905
- M. plumbeifasciella Hampson, 1896